# Nozomi Yamago
Nozomi Yamago (山郷 のぞみ Yamagō Nozomi?), född 16 januari 1975, är en japansk tidigare fotbollsspelare.
Nozomi Yamago debuterade för japans landslag den 15 juni 1997 i en 0–0-match Kina. Hon spelade 96 landskamper för det japanska landslaget. Hon deltog bland annat i fotbolls-VM 1999, fotbolls-VM 2003, fotbolls-VM 2007, fotbolls-VM 2011 och OS 2004.